# C16H16O4
化学式C16H16O4（摩尔质量：272.29 g/mol）可能指：
- 闭苞素E，CAS号：629643-27-2
- 去氧紫草素，CAS号：43043-74-9
- 3'-羟基紫檀芪，CAS号：475231-21-1
- 1,6-二(2,3-环氧丙氧基)萘，CAS号：27610-48-6

|  | 这个同类索引页列出了具有相同分子式的化学物（即同分異構體）条目。 除非您是有意链接至本页，否则应将相应条目的内部链接指向正确的条目。 |